# George Blaney
George R. Blaney (Jersey City, 12 novembre 1939) è un ex cestista e allenatore di pallacanestro statunitense, professionista nella NBA.

## Carriera
Venne selezionato dai New York Knicks al quarto giro del Draft NBA 1961 (33ª scelta assoluta).